# Palazzo Zani

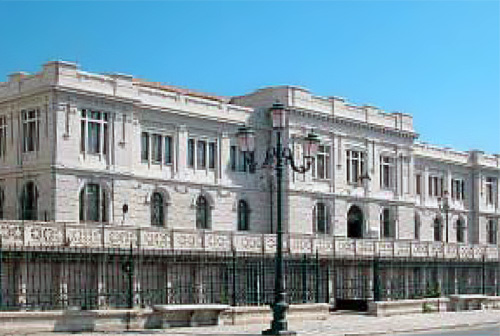
Palazzo Zani in Reggio Calabria, Fassade zum Corso Vittorio Emanuele III

Der Palazzo Zani, der ehemalige Palazzo del Genio Civile, ist ein neoklassizistischer Palast aus den 1920er-Jahren im historischen Zentrum von Reggio Calabria in der italienischen Region Kalabrien. Er bedeckt den Block zwischen dem Corso Vittorio Emanuele III, der Via Vitrioli, der Via Miraglia und der Via Felice Valentino. In dem Gebäude, das der Bauingenieur Gino Zani aus San Marino, wie viele andere Gebäude bei der letzten Restaurierung, projektiert hat, ist heute die juristische Fakultät der Universität Reggio Calabria untergebracht.

## Geschichte und Beschreibung
Der imposante architektonische Komplex liegt auf einem rechteckigen Grundstück und erstreckt sich über zwei Vollgeschosse und einen Keller. Zwischen dem ‚‚Corso Vittorio Emanuele III‘‘ und der Via Miraglia gibt es einen Höhenunterschied, der der Palast genau folgt und sich so in der Via Miraglia in größerer Höhe zeigt. Im Juli 1920 wurde er der Baukommission präsentiert.
Die Fassaden zeigen sich fast gleichartig; an den Ecken springen sie leicht vor. Das Erdgeschoss ist vollständig mit Bossenwerk verkleidet und hat eine Reihe von Bogenfenstern mit verlängerten Schlusssteinrahmen und an den Ecken große Öffnungen mit Konsolen, die den halbrunden Bogen stützen, sowie ein verziertes Tympanon. Der Mittelteil der Fassade zum Corso Vittorio Emanuele III ist ein wenig erhöht und springt ebenfalls leicht vor.
Die Fassade an der Via Miraglia ist ähnlich gestaltet, aber der Zugang ist mit einer breiten Treppe versehen, die keine Rampen für Rollstuhlfahrer hat. Diese können über einen Zugang am Corso Vittorio Emanuele III (Hausnr. 119) ins Gebäude gelangen.

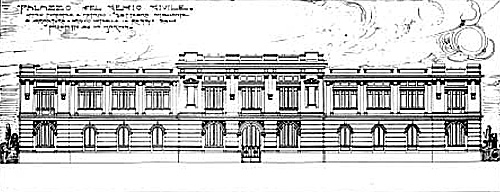
Palazzo Zani, Projektzeichnung

Im Obergeschoss gibt es in regelmäßigen Abständen, unterbrochen durch Lisenen, breite, rechteckige Fensteröffnungen mit Zierfries. An den beiden Enden des Mittelbaus sind zwei Fenster mit großen Konsolen angebracht, die den Rahmen und das dekorierte Tympanon stützen. Darüber befindet sich ein Traufgesims und eine Balustrade aus Beton, die das Terrassendach begrenzt.
Seit Kurzem ist im Palazzo Zani die juristische Fakultät der Universität Reggio Calabria untergebracht.

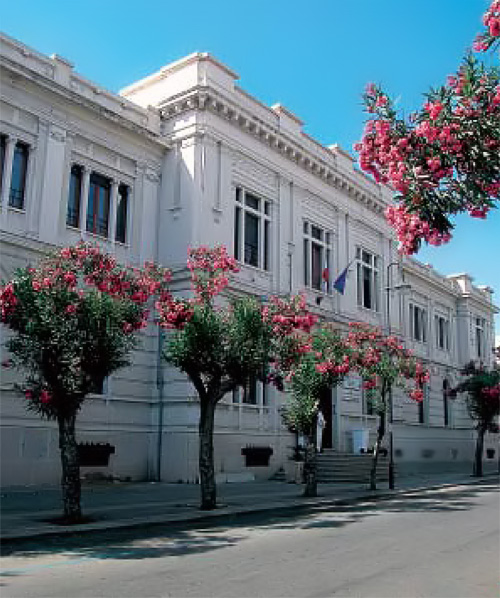
Blick auf den Palazzo Zani von der Via Miraglia aus